# Heterosaccus occidentalis
Heterosaccus occidentalis är en kräftdjursart som först beskrevs av Hilbrand Boschma 1928.  Heterosaccus occidentalis ingår i släktet Heterosaccus och familjen Sacculinidae. Inga underarter finns listade i Catalogue of Life.